# Canuto da Costa Azevedo
Canuto da Costa Azevedo (Muaná, 19 de janeiro de 1889 — Rio de Janeiro, 13 de abril de 1979) foi um médico, intendente do município de Muaná, folclorista e naturalista brasileiro.
Criou o jornal Município de Muaná, e contribuiu para o mesmo com poesias e matérias de interesse social.

## Obras
- Visões e histórias da Amazônia
- Páginas de folclore